# HD 65460
HD 65460，又名CD-43 3758，SAO 219189、HR 3114，是一颗恒星，视星等为5.35，位于銀經258.34，銀緯-7.57，其B1900.0坐标为赤經7h 53m 41.1s，赤緯-43° -7.57′ 56″。